# Julöspökuggla
Julöspökuggla (Ninox natalis) är en fågel i familjen ugglor inom ordningen ugglefåglar.

## Utseende och läten
Julöspökugglan är en liten (26–29 cm), rostbrun spökuggla. Rader med små vita fläckar syns på armptäckarna, skapularerna och tertialerna, medan vingpennor och stjärt har mörkare brun bandning. Undersidan är tvärbandad i rostrött och vitt. Undersidan av vingen är rostbrun på täckarna samt bandad ljusgrått och mörkgrått på vingpennorna. Benen är gula. I ansiktet syns vitt på tygel, korta ögonbryn och haka. Ögat är lysande gult. Lätet är ett tvåtonigt "boo-book", med andra tonen lägre än den första, medan ungfåglarna tigger med en ljus drill.

## Utbredning och status
Fågeln är endemisk för Julön i Indiska oceanen, politiskt tillhörande Australien. Med tanke på det mycket begränsade utbredningsområdet och en liten världspopulation som tros bestå av endast 240 till 1200 vuxna individer anses arten vara utrotningshotad. Internationella naturvårdsunionen IUCN kategoriserar den som sårbar.